# 泡姆泡姆
《泡姆泡姆》是中国大陆游戏公司鹰角网络开发的3D平台游戏，其采用买断制模式，融合了第三人称射击与三消元素，并支持多人合作玩法。游戏于2023年9月9日首度曝光，并于北京时间2025年6月2日登陆Steam、WeGame、TapTap等商店平台，支持英语、简体中文、繁体中文、日语、韩语、西班牙语、德语、法语、俄语、巴西葡萄牙语、意大利语等11种语言（文字）。
此外，该游戏也计划登陆PlayStation 5平台，但其全球发行商GRYPHLINE和开发商鹰角网络在游戏的正式发布公告中尚未公布PS5版本的具体发布时间。

## 游戏玩法
游戏分为固定2人游玩的故事模式与3-4人游玩的派对模式。在故事模式中，每位玩家操控的角色可变换颜色，发射出不同颜色的颜色球，与敌人颜色组成3个或以上的相同颜色组合即可消除或削弱敌人。游戏分为若干关卡地图，玩家需合作使用道具与颜色匹配进行解谜或战斗以通关。玩家操作的角色有一定生命值，受到伤害时生命值以泡泡形式掉落，玩家可以发射颜色球击落泡泡补充血量。

## 世界观
玩家将扮演穿越到班戟号的“小勇士”，收集点数，帮助被“博士”改造的机器人船长“蛋黄”建造一枚巨型导弹打击召唤出“泡姆”的怪物，拯救被“泡姆”入侵的世界。

## 开发历程
游戏于2023年9月9日公布首支正式预告。与鹰角此前推出的偏向传统日式二次元风格的手机游戏不同，该作面向PC平台，主打合家欢式的多人合作体验，因其独特定位而引发玩家关注。制作组在接受采访时表示制作这款作品是“想回归游戏的初心，设计一款能带来快乐的游戏”。
游戏首曝后参加若干国内外游戏展会，但并未对外公开具体开发进程。2024年1月，游戏取得国家新闻出版署的出版许可，但随后游戏陷入宣发沉寂。直至2024年10月参与Steam新品节，推出免费试玩版，并登上最热玩试玩版前列。
2025年5月23日，游戏宣布在全球同步开启预售，并于同年6月2日正式发售。

## 评价
美国数字传媒Vice的撰稿人Shaun Cichacki认为，《泡姆泡姆》融合了《泡泡龙》、《斯普拉遁》和3D平台游戏的元素，并在玩法上巧妙地结合了益智游戏、射击游戏与平台游戏的特点，是自己多年以来玩过的最好的游戏之一。
Epic游戏商城的投稿人Jason Rodriguez称《泡姆泡姆》是一款色彩缤纷的游戏，其将三消解谜、平台跳跃，还有合作玩法都融合到了一起。